# Kosmos 100
Kosmos 100 – radziecki eksperymentalny satelita meteorologiczny, trzeci satelita meteorologiczny wystrzelony z kosmodromu Bajkonur. Prototyp statków serii Meteor 1, zainaugurowanej lotem Kosmos 122.
Jego misją było sprawdzenie funkcjonowania podstawowych elementów wyposażenia przyszłych satelitów Meteor, w tym anteny pracującej na częstotliwości 90 MHz i 137,3 MHz (przesyłanie zdjęć). Testowano też proste kamery TV (rozdzielczość 0,7×1,4 km, z wys. 1000 km, w nadirze) i podczerwieni (zakres 8–12 μm, rozdzielczość 8 km), oraz instrumenty aktynometryczne, które prawdopodobnie nie działały poprawnie. Dane były przesyłane do stacji naziemnych w Moskwie, Nowosybirsku i Chabarowsku. Satelita spłonął w górnych warstwach atmosfery 15 lutego 2002 roku.